# 岡氏海蜥魚
岡氏海蜥魚（学名：Halosaurus guentheri）为條鰭魚綱背棘魚目海蜥魚科海蜥魚屬下的一个种，分布於東大西洋 西撒哈拉到茅利塔尼亞與加納利群島、西大西洋美國紐約州到委內瑞拉, 包括墨西哥灣與加勒比海海域，深度550至1600公尺，本魚體細長如鰻魚且側扁，尾鰭尖細，吻尖突出，口下位，體灰白色，每個鱗片有暗褐色棋盤狀或由黑點形成的網狀圖案，體長可達60公分，棲息在大陸坡深海底部，屬肉食性，以小型甲殼動物，環節動物，軟體動物與棘皮動物為食，生活習性不明，無經濟價值。